# Indische duinen
Indische duinen is een roman van Adriaan van Dis. In 1995 is het boek genomineerd voor de AKO Literatuurprijs. In datzelfde jaar is het boek bekroond met de De Gouden Uil Literatuurprijs en de Trouw Publieksprijs voor het Nederlandse Boek. Indische duinen is vertaald in het Engels, Noors, Italiaans, Deens, Zweeds, Duits, Frans, Spaans en Servisch.
Het boek is een autobiografische roman.

## Opbouw
Indische duinen begint met een proloog en eindigt met een epiloog. Beide worden verteld vanuit het perspectief van de moeder. De zes hoofdstukken daartussen zijn geschreven door haar zoon Nathan, in het ik-perspectief en beslaan 46 jaar. Het verhaal speelt zich af in Nederlands-Indië, Nederland en Canada. De roman is niet-chronologisch, de ik-figuur kijkt terug op zijn jeugd, hierbij komen flarden van zijn herinneringen naar boven. Er zijn drie perioden te vinden:
- de tijd voor de Tweede Wereldoorlog
- de oorlogsperiode in Nederlands-Indië, tijdens de oorlog
- de tijd na 1945.

## Titelverklaring
De titel Indische duinen verwijst naar het feit dat de ik-figuur is opgegroeid in een Indisch milieu en het duingebied waar hij in opgroeit. Zijn vader is ex-militair en vocht voor het KNIL, zijn moeder komt uit Holland maar is op jonge leeftijd, tegen de zin van haar ouders, naar Indonesië vertrokken. De duinen spelen een belangrijke rol in het boek, de hoofdpersoon gaat er gedurende zijn leven vaak heen om tot rust te komen of wanneer hij na wil denken, bijvoorbeeld over zijn verleden.

## Personages[4]
| Persoon             | Omschrijving |
| ------------------- | --- |
| Ik-figuur           | De verhouding die Nathan met zijn vader heeft is slecht. Hij heeft een strenge opvoeding gekregen. Zijn vader stoomde hem klaar voor een volgende oorlog door hem veel te laten trainen. Na de dood van zijn vader zit Nathan nog vol haatgevoelens. Naarmate hij ouder wordt, probeert hij te achterhalen wat voor man zijn vader daadwerkelijk was. Zo komt hij erachter dat hij veel karaktereigenschappen gemeen heeft met zijn vader en hij begint ook positieve herinneringen op te halen. Nathan gaat de confrontatie aan met zijn overleden vader, hij wil familieleugens ontrafelen en de waarheid onder ogen zien.                                                |
| De vader, Justin II | Het hele verhaal draait eigenlijk om de vader van de hoofdpersoon. Deze heeft als sergeant in het KNIL gediend waar hij vele martelingen heeft doorstaan. Na de oorlog gaat hij met de moeder van de hoofdpersoon samenwonen, ze zijn niet getrouwd. Eenmaal in Nederland zit hij door zijn slechte hart zonder baan en heeft niets om trots op terug te kijken aangezien zijn tijd in het KNIL in Nederland niet iets was om trots op te zijn. Deze situatie is voor hem heel moeilijk. Hij besluit van zijn zoon een echte vent te maken om hem meer kansen in het leven te bieden en hem voor te bereiden op een nieuwe oorlog. Wel kan hij geweldig verhalen vertellen. |
| De moeder, Lea      | Nathans moeder heeft al veel meegemaakt in haar leven, zoals de dood van haar moeder, Nathans oma, toen ze vier was. Hierdoor kreeg Lea al van jongs aan de zorg van haar broertje op zich. Gedurende de Tweede Wereldoorlog zat Lea in een jappenkamp met haar drie dochters. Na de oorlog verneemt ze dat het verzet van haar man, Justin van Capellen, vader van haar drie dochters, hem het leven heeft gekost. Met haar tweede man, Justin II, heeft ze één zoon, Nathan. Lea probeert altijd ruzies te voorkomen. |
| Ada, Saskia en Jana | Ada, Saskia en Jana zijn halfzussen van het ik-personage. Ze komen uit het huwelijk van Lea en haar eerste man Justin van Cappellen. Ada is getrouwd en heeft een zoon, Aram. Op latere leeftijd ontfermt Nathan zich over hem. Ook de twee andere halfzussen Saskia en Jana zijn getrouwd. Gedurende het verhaal wordt Ada erg ziek en wanneer Nathan 46 jaar is overlijdt ze. |

## Inhoud
Nathan, de ik-figuur, brengt zijn jeugd door aan de Nederlandse kust, waar hij vlak na de Tweede Wereldoorlog geboren is. Samen met zijn ouders en zijn drie halfzusters Jana, Ada en Saskia, geboren in Nederlands-Indië, woonde hij daar in een voormalig Duits koloniehuis dat hen na de repatriëring uit Nederlands-Indië was toegewezen.
Het gezin had het niet makkelijk in Nederland. De vader van Nathan kwam met een zwak hart terug uit de oorlog en kon in Nederland geen werk vinden. Met zeeën van tijd besloot hij zijn aandacht volledig op de opvoeding van Nathan te richten, zijn enige zoon. Hij leerde Nathan op jonge leeftijd lezen en schrijven en bereidde hem zowel mentaal als fysiek voor op een mogelijk nieuwe oorlog. Dit ging gepaard met veel slaag.
Op een gegeven moment belandde Nathans vader in het ziekenhuis en kreeg een nieuwe hartklep. Hier werd hij tijdelijk beter van, maar door een griep overleed hij uiteindelijk toch. Nathan, die op dat moment 11 is, kreeg te maken met ingrijpende veranderingen. Hij werd niet meer geslagen, maar had ook geen voorbeeldfiguur meer. Hij probeerde zijn vader uit zijn geheugen te wissen, maar wanneer later zijn halfzus Ada ook overlijdt, wordt hij er weer mee geconfronteerd. Nathan is dan 46 jaar, schrijver en heeft een latrelatie met een literair agente die voor haar werk de hele wereld rondreist. Ada was getrouwd met Maarten, een geestelijk zieke man, en heeft een zoon, Aram. Aram is veertien en ontroostbaar. Dit brengt herinneringen aan zijn eigen jeugd naar boven. Nathan mocht destijds van zijn moeder geen afscheid nemen en is niet naar de begrafenis van zijn vader geweest. Bij het uitmesten van Ada's kasten ontdekt Nathan oude schriften, waarin Ada allerlei herinneringen aan haar periode in de jappenkampen op Sumatra, waar ze tijdens de Tweede Wereldoorlog met haar zusjes en moeder heeft gezeten, heeft opgeschreven.
Door zijn neefje Aram denkt Nathan aan zijn vader en het wordt hem duidelijk dat hij niet om Ada rouwt, maar om zijn vader. Ondanks de afkeer voor zijn vader is het Nathan in de loop der jaren toch duidelijk geworden dat hij meer op zijn vader lijkt dan hij zelf wil.
Zijn andere halfzus Saskia vertelt hem hoe hun moeder in 1946 Nathans vader voor het eerst ontmoette. Ze woonde destijds in Palembang en wachtte samen met andere gezinnen om naar Nederland te kunnen. Voor het grote huis waar ze met meerdere families woonde, hingen vaak mannen rond. De meeste leken op zwervers, maar één zag er nog degelijk uit. De drie zusjes waren helemaal weg van hem omdat hij net als hun eigen vader ook Justin heette. Nathan komt dankzij een brief van een tante Edmee veel te weten over zijn familie die hij nooit ziet. Dan hoort hij van Saskia dat zijn halfzus Jana, die met haar man naar Canada is verhuisd, op sterven ligt. Ze heeft dit doorgekregen door middel van telepathie, dus omdat Nathan haar niet gelooft, blijft hij liever in Nederland om op Aram te letten. Hij neemt hem mee naar het strand en wil permanent voor Aram gaan zorgen. Uiteindelijk durft hij dit toch niet, hij denkt terug aan zijn vader, zou hij op dezelfde manier een kind opvoeden?
De laatste tijd kwellen zijn jeugdherinneringen hem steeds meer, hij denkt er steeds vaker aan terug. Hij wordt voortdurend gedwongen het verleden in te duiken. Nathan hoort steeds meer verhalen over zijn vader, deze verwarren hem, maar toch besluit hij bij de zus van zijn vader, Edmee, op bezoek te gaan. Zij geeft hem een aantal oude brieven van zijn vader, waardoor hij nog meer herinneringen ophaalt.
Uiteindelijk reist hij toch met zijn moeder en Saskia naar Canada. Ook hier worden oude herinneringen opgehaald. Zo krijgt hij de kans aan zijn moeder te vragen waarom ze nooit iets deed als hij geslagen werd door zijn vader. Ze antwoordt dat dat wel mee viel.
Wanneer ze weer in Nederland zijn, krijgt Nathan bericht dat zijn zus Jana is overleden, maar dat het geen zin heeft om naar Canada te komen. Gedurende het boek is hij steeds meer over zijn vader en diens leed te weten gekomen, hierdoor beseft hij steeds meer dat hij toch wel van zijn vader hield. Niet alleen over zijn vader, maar over zijn hele familie komt hij steeds meer te weten. Hierdoor ziet hij in dat zijn familie toch wel belangrijk voor hem is, ondanks dat hij niet goed met ze overweg kan.

## Prijzen
- 1995 - AKO Literatuurprijs (genomineerd)
- 1995 - De Gouden Uil Literatuurprijs
- 1995 - Trouw Publieksprijs voor het Nederlandse Boek

## Vertalingen
| Titel                  | Taal      | Door                 | Jaartal |
| ---------------------- | --------- | -------------------- | ------- |
| Indiske Sanddyner      | Noors     | Geir Farner          | 1995    |
| My father's war        | Engels    | Claire Nicolas White | 1996    |
| Le dune delle Indie    | Italiaans | Laura Pignatti       | 1996    |
| Huset i kltterne       | Deens     | Tim Kane             | 1996    |
| Indiska sanddyner      | Zweeds    | Per Holmer           | 1997    |
| Indische Dünen         | Duits     | Mirjam Pressler      | 1997    |
| Les dunes coloniales   | Frans     | Marie-Claire Cécilia | 1999    |
| Las dunas de Indonesia | Spaans    | Julio Grande         | 1999    |
| Indijske dine          | Servisch  | Ivana Scepanovic     | 2000    |
| My father's war        | Engels    | Ina Rilke            | 2004    |

Bron: schrijversinfo.nl
Een barbaar in China: een reis door Centraal Azië · Zilver of Het verlies van de onschuld · Het beloofde land: een reis door de Karoo · In Afrika · Indische duinen · Dubbelliefde: geschiedenis van een jongeman · Familieziek · De wandelaar · Tikkop · Ik kom terug · KliFi